# Roncus julianus
Roncus julianus är en spindeldjursart som beskrevs av Lodovico di Caporiacco 1949. Roncus julianus ingår i släktet Roncus och familjen helplåtklokrypare. Inga underarter finns listade i Catalogue of Life.